# GSC3172-1772
GSC3172-1772 — хімічно пекулярна зоря спектрального класу B8, що має видиму зоряну величину в смузі V приблизно 10,0.

## Пекулярний хімічний склад
Зоряна атмосфера GSC3172-1772 має підвищений вміст 
Si
.